# Absal Schumabajew
Absal Saparuly Schumabajew (kasachisch Абзал Сапарұлы Жұмабаев Abzal Saparūly Jūmabaev; * 28. Mai 1986) ein ehemaliger kasachischer Fußballspieler.

## Karriere

### Verein
Schumabajew begann seine Karriere im Jahr 2006 beim FK Almaty. Dort bestritt er insgesamt 76 Spieleinsätze. 2009 wechselte er zum FK Atyrau. Seine erste Saison bei dem Verein wurde durch eine Verletzung unterbrochen und er kam nur in 14 Ligaspielen zum Einsatz. Seine aktive Karriere beendete er 2014.

### Nationalmannschaft
Schumabajew bestritt ein Länderspiel für die kasachische Fußballnationalmannschaft. Dieses absolvierte er im Jahr 2006.